# Seneca (Nebraska)
Seneca é uma vila localizada no estado americano de Nebraska, no Condado de Thomas.

## Demografia
Segundo o censo americano de 2000, a sua população era de 51 habitantes.
Em 2006, foi estimada uma população de 44, um decréscimo de 7 (-13.7%).

## Geografia
De acordo com o United States Census Bureau, a localidade tem uma área de 0,3 km², sem área coberta por água.

## Localidades na vizinhança
O diagrama seguinte representa as localidades num raio de 68 km ao redor de Seneca.